# Bushmaster ACR
Il Bushmaster Adaptive Combat Rifle (ACR) è un fucile d'assalto prodotto dall'azienda statunitense Bushmaster Firearms International.
È una versione aggiornata del fucile d'assalto Magpul Masada, prodotto da un'altra casa americana, la Magpul Industries.

## Storia
Il prototipo del Masada, all'inizio, era stato sviluppato indipendentemente dalla Magpul senza sovvenzioni governative, in quattro mesi. I primi prototipi furono presentati nel 2007. Alla fine del gennaio 2008 la Bushmaster si accordò con la Magpul per rilevarne la produzione, gli sviluppi futuri e le vendite. Si era previsto inizialmente di metterlo in commercio nel secondo trimestre del 2008, ma a maggio di quell'anno la Bushmaster annunciò che la vendita al pubblico sarebbe stata rimandata fino al primo trimestre del 2009, per concentrarsi sugli acquirenti militari. L'ACR è un possibile candidato per sostituire la carabina M4 attualmente in uso presso le forze armate statunitensi.

## Caratteristiche
L'originale progetto del Masada includeva le caratteristiche di tutti i fucili più recenti, riunendo a sé quelle che, nelle intenzioni dei progettisti, sono le migliori qualità di ognuno di essi in un'unica arma leggera e modulare. Si notano soprattutto le influenze dell'Armalite AR-18 (pistone del recupero gas a corsa breve), dell'FN SCAR (parte superiore del corpo dell'arma, posizione della leva dell'otturatore), del G36 e dell'XM8 (uso di polimeri), e del fucile M16 (grilletto, canna, controllo di fuoco).

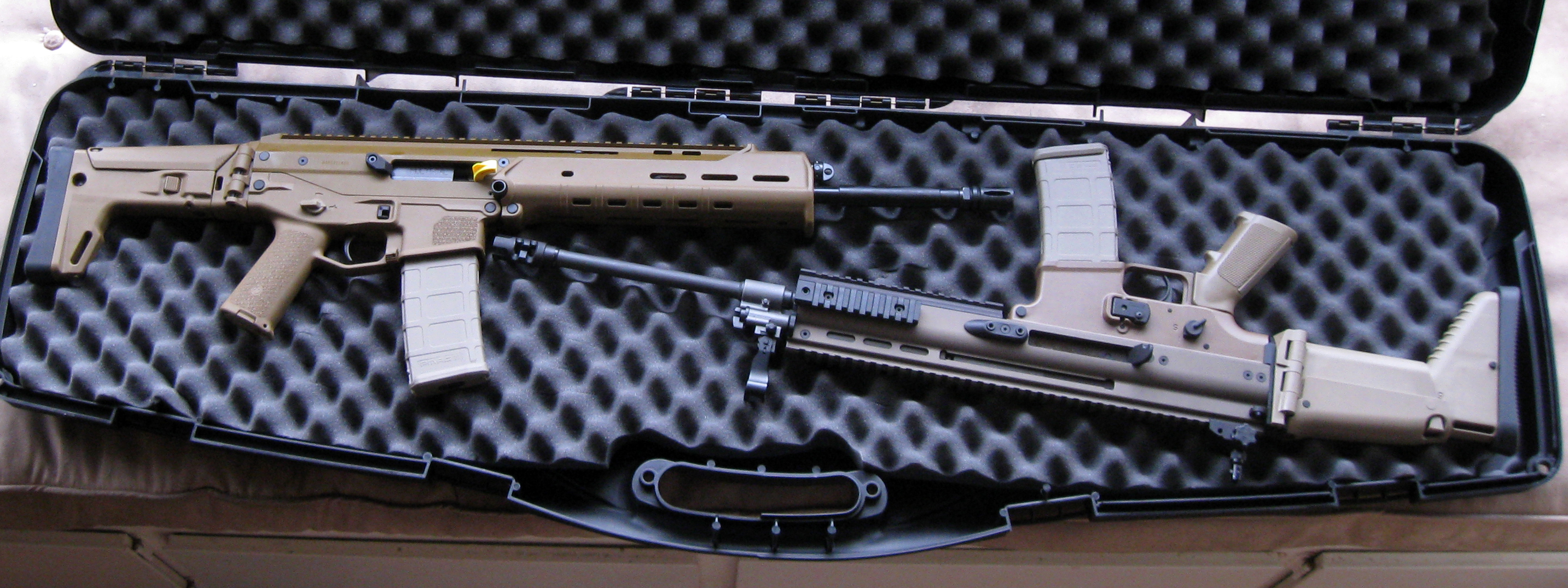
A sinistra un ACR

Il fucile presentava anche nuove caratteristiche sviluppate dalla Magpul, come il gruppo canna/orecchione a sostituzione rapida, la valvola regolatrice della pressione dei gas di sparo, la leva dell'otturatore non oscillante ed i vani portaoggetti ricavati nel calcio e nell'impugnatura. Subito prima dell'accordo con la Bushmaster, vennero eseguite ulteriori modifiche la più importante delle quali fu lo spostamento della leva dell'otturatore in posizione anteriore, con una configurazione simile all'Heckler & Koch G3 ed all'MP5. Fonti della Magpul Industries hanno affermato che la cadenza di fuoco è stimata in 600-800 colpi al minuto, a seconda della lunghezza della canna.
La Bushmaster Firearms, con l'aiuto della consociata Remington Firearms ha operato alcuni cambiamenti di progettazione basati sull'esperienza accumulata in una lunga serie di test ambientali e funzionali, in modo da venire incontro alle richieste dei militari sulle caratteristiche delle versioni carabina e subcompatta dell'arma. Si pensa che l'arma potrà sparare munizioni di calibro differente (5,56 × 45 mm NATO, 6,5 mm Grendel e 6,8 mm Remington SPC) sostituendo solamente la canna, la testa dell'otturatore ed il caricatore, ed inoltre saranno disponibili canne di lunghezza pari a 10,5 pollici (266,7 mm), 14,5 pollici (368,3 mm), 16 pollici (406,4 mm, uso commerciale) e 18 pollici (457,2 mm). Il nome ufficiale della nuova arma per uso militare è Remington ACR.
Il caricatore concepito per il calibro 5,56 mm è chiamato PMag, ha una capacità di 30 colpi ed è costruito con polimeri. La Magpul afferma che è sensibilmente più resistente all'usura, agli urti ed alle condizioni più difficili degli altri modelli sul mercato. Il PMag rispetta lo standard STANAG 4179, per cui potrà essere utilizzato su tutte le armi compatibili, incluso il fucile M16 e le sue varianti. La costruzione modulare del Bushmaster ACR permette perfino di sparare le munizioni di produzione russa 7,62 × 39 mm M43 con un'opportuna canna.

## Disponibilità
È disponibile dal secondo trimestre del 2010, con una versione a fuoco selettivo per gli acquirenti militari e governativi ed una a fuoco semiautomatico per il mercato civile. In Italia l'arma è disponibile dal 2012, nella versione "enhanced" con canna da 16 pollici e calciatura collassabile.

## L'ACR nella cultura di massa
- In ambito videoludico, l'ACR compare nei videogiochi Call of Duty: Modern Warfare 2, Call of Duty: Modern Warfare 3, Battlefield 3, Battlefield 4 (nella variante ACW-R), ArmA III, Tom Clancy's Ghost Recon: Future Soldier, Tom Clancy's Ghost Recon: Wildlands, Operation7, Combat Arms e Homefront (in versione Magpul Masada e Bushmaster ACR), Watch Dogs, Crysis 2 e in Crysis 3 (in questi ultimi due compare una versione aggiornata del fucile in questione).